# Вишња Крстајић Стојановић
Вишња Крстајић Стојановић (Жабљак, 1938) писац је психолошких романа и логопед. До сада је објавила седам романа. Члан је Удружења књижевника Србије.

## Биографија
Вишња Крстајић Стојановић рођена је 1938. на Жабљаку, на Никољдан. Основну школу завршила је на Жабљаку, а Стручну учитељску у Андријевици. Вишу школу за специјалне педагоге завршила је у Београду, а Факултет за дефоктологију у Загребу. Један је од аутора читанки за специјалне основне школе у Босни и Херцеговини („Дјеца су војска најјача” и „Дјеца су радост свијета”). Објављује кратке новинске приче.
У међувремену, од објављивања првог издања романа „Не плачи за Сарајевом”, објавила је још два романа: „Јована насамо са животом” и „С обје стране љубави”. До рата, 1992. године, живјела је у радила у Сарајеву, као професор логопед. Сада живи у Београду.
Члан је Удружења књижевника Србије.